# Fulbert Youlou
Fulbert Youlou bio je kongoanski katolički svećenik, političar, nacionalni lider i prvi predsjednik Republike Kongo. Fulbert Youlou rođen je 19. srpnja 1917. godine u Madibouu. Youlou je bio iz etničke grupe Lari. Umro je 5. svibnja 1972. godine u Madridu.                                                                                                        